# 何なんw
「何なんw」（なんなんw、英語: Nan-Nan (WTF lol)）は、日本のシンガーソングライター・藤井風の1作目の配信限定シングル。2019年11月18日にHEHN RECORDS / ユニバーサルミュージックより発売された。

## 概要
2019年11月18日にリリースされたデビューシングル。公式サイトによると、藤井のメジャーデビュー日は『何なんw EP』リリース日、および本楽曲のミュージックビデオが公式YouTubeチャンネルに公開された2020年1月24日とされている。

## 楽曲解説
高校卒業後、19歳の時に制作された本楽曲は、誰しもの中に存在している「ハイヤーセルフ」という概念を歌った楽曲である。藤井曰く、ハイヤーセルフとは「愛」であり、エゴや利己心、嫉妬などのネガティブな感情とは無縁の概念である、と語った。
本楽曲では、そのハイヤーセルフが藤井自身に対して、人生において正しい道に進めるように「ワシの言うことを聞いて」「あんたに幸せになって欲しいだけ」と説教、嘆願をしてくるという。
2021年10月14日に放送された『NHK MUSIC SPECIAL「藤井 風 －届け、世界へ－」』（NHK総合）において、藤井は本楽曲について「メロディーから作って、本当にメロディーに呼ばれる言葉を探すって感じなんですよね。『何なん』とかのサビは本当 "なんなん" という言葉でしかなかった」と語っている。
また、本楽曲の歌詞には〈何なん〉〈何じゃったん〉といった岡山弁が使われている。藤井はこれに関して「『ワシ』も別に "わし" って自分のアイデンティティ出さそうとか思ったわけではなくて『ワシ』という言葉のスピード感、"僕" とか "俺" ではなくて『ワシ』っていうシャ・シャ・シャっていうあの曲のグルーヴには岡山弁が必要じゃった」と語った。

以下、藤井がアルバム発売前に自身のYouTubeチャンネルで配信したListening Partyで語ったセルフライナーノーツ。
デビューシングルを作ろう、と思って作ったデビューシングル。どこを切っても、自分らしいと胸を張って言えるような曲にしたかった。だから、口癖をサビに持ってきて、大好きな90年代風R&Bサウンドで、自分の心地いい方言で、気持ちよく歌って、タイトルに草も生やした。w

「何なん」縛りで考えようとした歌詞は、何ヶ月も寝かせたけど、ふと「誰しもの中に存在するハイヤーセルフが、ダメな自分に話しかける」というコンセプトが降ってきた。結果、これ以上考えられないようなデビューシングルになった。

## 何なんw EP
『何なんw EP』（なんなんw EP）は、日本のシンガーソングライター・藤井風の1作目の配信限定EP。2020年1月24日にHEHN RECORDS / ユニバーサルミュージックより発売された。

### 概要
2020年1月24日にリリースされた自身初の配信限定EP。 また同日、本楽曲のミュージックビデオが公開された。なお、本EPのリリース日、およびミュージックビデオの公開日である2020年1月24日を、メジャーデビュー日としている。
表題曲「何なんw」のほか「Close To You」「Don't Let Me Be Misunderstood」「Shake It Off」ピアノアレンジカバーを含む全4曲が収録されている。これらのカバーは、2021年5月20日に配信リリースされたカバーアルバム『HELP EVER HURT COVER』に収録された。

### 収録内容
| #         | タイトル                                                | 作詞・作曲                              | 時間  |
| --------- | ------------------------------------------------------- | --------------------------------------- | ----- |
| 1.        | 「何なんw」                                             | Fujii Kaze                              | 5:23  |
| 2.        | 「Close To You」(カーペンターズのカバー曲)              | Burt Bacharach, Hal David               | 3:38  |
| 3.        | 「Don't Let Me Be Misunderstood」(アニマルズのカバー曲) | Bennie Benjamin, Horace Ott, Sol Marcus | 2:38  |
| 4.        | 「Shake It Off」(テイラー・スウィフトのカバー曲)        | Taylor Swift, Max Martin, Shellback     | 4:22  |
| 合計時間: | 合計時間:                                               | 合計時間:                               | 16:01 |

## ミュージックビデオ
ミュージックビデオ公開に先駆けて、2019年11月17日にLINE CUBE SHIBUYAにて開催されたワンマンライブ「Fujii Kaze "NAN-NAN" SHOW」でのライブショート映像が2019年12月21日に公開された。
2020年1月20日には、ミュージックビデオのティザーが公開された。1st EP『何なんw EP』リリース日であり、メジャーデビュー日である2020年1月24日、ミュージックビデオが公開された。
5月9日には、ミュージックビデオのメイキング動画が公開された。2021年4月9日には、1st映像作品『Fujii Kaze "NAN-NAN SHOW 2020" HELP EVER HURT NEVER』リリースに合わせ、日本武道館での本楽曲の公演映像が公開された。
Chris Rudzが監督を務めたミュージックビデオは、全編ニューヨークで撮影された。藤井は、本楽曲のミュージックビデオはスピリチュアルな、儀式的なものにしたかったと語っており、ミュージックビデオは藤井がベッドの上に座りながら瞑想をしているシーンから始まる。
また、本楽曲のミュージックビデオは、藤井にとって初のミュージックビデオ撮影であり、そのことについて藤井は「撮影は思ってたより難しくなかった、撮影は始まると、心地いい、自信に満ちた気持ちになった」「初めてのミュージックビデオはすごく思い入れがあって、特別で素晴らしいものになった」「ミュージックビデオの撮影で強くなれたし、人生について考えさせられた」と語った。
2020年10月30日、年間の優れたミュージックビデオを表彰する音楽アワード「MTV VMAJ 2020」において、本楽曲のミュージックビデオが「最優秀R&Bビデオ賞／Best R&B Video」を受賞した。

## カバー
- ぷらそにか - 2020年1月24日にYouTubeで歌唱動画を公開。
- 春茶 - 2020年2月15日にYouTubeで歌唱動画を公開。
- 川畑要 - 2021年10月28日にYouTubeで歌唱動画を公開。
- 生田絵梨花 - 2022年12月14日に放送された『2022 FNS歌謡祭 第2夜』（フジテレビ系）で披露[11]。